# Norbert Elsner
Norbert Elsner (* 11. Oktober 1940 in Hermsdorf, Landkreis Waldenburg, Provinz Niederschlesien; † 16. Juni 2011 in Göttingen) war ein deutscher Neurobiologe, Zoologe und Anthropologe.

## Leben
Norbert Elsner machte 1960 das Abitur in Siegen und studierte Zoologie, Botanik, Genetik und Chemie in Münster, Tübingen, München und Köln; dort wurde er 1967 mit einer neuro-biologischen Arbeit über die Rote Keulenschrecke zum Dr. rer. nat. promoviert. Nach einem PostDoc an der Makerere College School in Kampala, Uganda (1968) war er an der zoologischen Fakultät der Universität Kopenhagen (1971) tätig. Es folgte eine Tätigkeit an der biologischen Fakultät der University of Oregon (1972). 1974 habilitierte er sich an der Kölner Universität im Fachgebiet Zoologie. 1978 erhielt er einen Ruf an die Georg-August-Universität Göttingen auf die Professur für Zoologie und Anthropologie. Elsner war Direktor der Abteilung für Neurobiologie.
Forschungsschwerpunkt und Arbeitsgebiet von Elsner war zunächst die Neuro-, Sinnes- und Verhaltensphysiologie unter besonderer Berücksichtigung der neuronalen und sensorischen Grundlagen der akustischen Kommunikation. Später trug er auch zu kulturellen Aspekten der Evolutionstheorie bei, besonders in Zusammenhang mit Ernst Haeckel.
Elsner war Vizepräsident der Akademie der Wissenschaften zu Göttingen, Mitglied der Slowenischen Akademie der Wissenschaften und Künste (SAZU) sowie seit dem Jahr 2000 Mitglied der Deutschen Akademie der Naturforscher Leopoldina in Halle (Saale).

## Schriften (Auswahl)
- Die neuromuskulären Grundlagen des Werbeverhaltens der Roten Keulenheuschrecke Gomphocerippus rufus (L.). In: Zeitschrift für vergleichende Physiologie Band 60, 1968, S. 308–350. (Inaugural-Dissertation Math.-Nat. Fakultät Universität Köln 1967.)
- Natur und Geist – spricht man so zu Christen? Ernst Haeckel oder die theologische Versuchung eines Naturforschers. In: Europäische Jahrhundertwende. Wissenschaften, Literatur und Kunst um 1900. Hg. Ulrich Mölk. Wallstein-Verlag, Göttingen 1999, ISBN 978-3-89244-371-1, S. 35–65.
- Herausgeber: Das ungelöste Welträtsel. Frida von Uslar-Gleichen und Ernst Haeckel. Band I: Briefe und Tagebücher 1898–1900; Band II: Briefe und Tagebücher 1900–1903; Band III: Briefe der Familie, Dokumente und Anhang. Wallstein-Verlag, Göttingen 2000, ISBN 978-3-89244-377-3. (Inhaltsverzeichnis Band I, Band III.)
- Herausgeber (mit Gerd Lüer): Das Gehirn und sein Geist. Wallstein Verlag, Göttingen 2000, ISBN 978-3-89244-421-3. (Inhaltsverzeichnis)
- Herausgeber (mit Hans-Ludwig Schreiber): Was ist der Mensch? Wallstein Verlag, Göttingen 2002, ISBN 3-89244-604-0. (Inhaltsverzeichnis)
- Herausgeber (mit Werner Frick): Scientia Poetica. Literatur und Naturwissenschaft. Wallstein Verlag, Göttingen 2004, ISBN 3-89244-803-5. (Inhaltsverzeichnis)
- Die Macht des Weiblichen und ihre Folgen. In: „… sind eben alles Menschen“. Verhalten zwischen Zwang, Freiheit und Verantwortung. Hg. Norbert Elsner mit Gerd Lüer. Wallstein Verlag, Göttingen 2005, ISBN 3-89244-950-3 (Inhaltsverzeichnis), S. 81–110.
- Bilder einer Religion des Wahren, Guten, Schönen. Ernst Haeckels Kunstformen der Natur. In: Bilderwelten. Vom farbigen Abglanz der Natur. Hg. Norbert Elsner. Wallstein Verlag, Göttingen 2007, ISBN 978-3-8353-0208-2 (Inhaltsverzeichnis), S. 281–322.
- Herausgeber (mit Nicolaas A. Rupke): Albrecht von Haller im Göttingen der Aufklärung. Wallstein Verlag, Göttingen 2009, ISBN 978-3-8353-0573-1. (Inhaltsverzeichnis)
- Herausgeber (mit Hans-Joachim Fritz, Stephan Robbert Gradstein und Joachim Reitner): Evolution. Zufall und Zwangsläufigkeit der Schöpfung. Wallstein-Verlag, Göttingen 2009, ISBN 978-3-8353-0301-0. (Inhaltsverzeichnis)